# اورته
اورته (به ایتالیایی: Orte) یک کومونه در ایتالیا است که در استان ویتربو واقع شده‌است. اورته ۷۰٫۱۶ کیلومتر مربع مساحت و ۸٬۹۸۲ نفر جمعیت دارد و ۱۳۲ متر بالاتر از سطح دریا واقع شده‌است.